# 태초 (유송)
태초(太初, 453년 2월 ~ 5월)는 유송(南宋) 원흉(元凶) 유소(劉劭)의 연호이다. 3개월 동안 사용하였다. 453년 2월, 유소가 문제를 살해하고 즉위하여 개원하였으나 4월에 유준(劉駿 : 효무제(孝武帝))이 유소를 폐위·살해하고 다시 원가(元嘉) 연호로 되돌렸다. 역사서에서는 유소를 정식 군주가 아닌 비정통 군주으로 보면서, 태초 연호 역시 인정하지 않았다.

## 개원
- 원가(元嘉) 30년 2월 21일[1](453년 3월 16일)에 유소가 황제 즉위 후, 연호를 태초(太初)로 개원함.[2][3][4][5]

- 태초(太初) 원년 5월 4일[6](453년 5월 4일)에 폐주 유소를 생포한 후 참수하면서, 태초 연호가 중지됨.[7][8][9][5]

## 연대 대조표
| 태초                  | 원년            |
| 서기                  | 453년           |
| 간지                  | 계사(癸巳)      |
| 북위 (北魏)           | 흥안(興安) 2년  |
| 고창 북량 (高昌 北凉) | 승평(承平) 11년 |

## 동시대 연호

### 중국
북위(北魏)
- 흥안(興安) (452년 ~ 454년)

고창북량(高昌北凉)
- 승평(承平) (443년 ~ 460년)

## 같이 보기
- 다른 왕조의 같은 연호
  - 전한(前漢) 태초(太初, 기원전 104년 ~ 기원전 101년)
  - 전진(前秦) 태초(太初, 386년 ~ 393년)
  - 서진(西秦) 태초(太初, 388년 ~ 408년)
  - 남량(南凉) 태초(太初, 397년 ~ 399년)

- 중국의 연호 목록